# Жерар Гумбау
Жерар Гумбау Гарріга (ісп. Gerard Gumbau Garriga; 18 грудня 1994, Кампльонг) — іспанський футболіст, півзахисник.

## Клубна кар'єра
Гумбау закінчив молодіжну академію «Жирони» і зробив свій дебют за другу команду в сезоні 2012/13 в Терсері. Він грав ключову роль в наступному сезоні, зігравши в 32 матчах і забивши шість разів, і в той же час був в запасі на лавці з першою командою в деяких матчах.
1 липня 2014 року Гумбау підписав трирічний контракт з «Барселоною», граючи за другу команду в Сегунді. 23 серпня він зіграв свій перший професійний матч за другу команду Барселони, замінивши Вілфріда Каптума на 76-й хвилині в матчі проти «Осасуни».
Гумбау забив свій перший професійний гол 7 вересня, в домашньому матчі проти «Сарагоси». 15 січня 2015 року він дебютував за головну команду, вийшовши на поле в стартовому складі в Кубку Іспанії в матчі проти «Ельче».